# إريك جربي
إريك جربي (بالإنجليزية: Erik Gerbi)‏ (من مواليد 11 يونيو 2000) هو لاعب كرة قدم إيطالي يلعب كمهاجم لنادي سامبدوريا الإيطالي.